# Memories of Us
Memories of Us è un album in studio del cantante statunitense George Jones, pubblicato nel 1975.

## Tracce
1. Memories of Us (Dave Kirby, Glenn Martin)
2. Touch of Wilderness (Jody Emerson)
3. A Goodbye Joke (Earl Montgomery, Charlene Montgomery, George Jones)
4. What I Do Best (Roger Bowling)
5. She Should Belong to Me (George Jones, Tammy Wynette)
6. Have You Seen My Chicken (Earl Montgomery, Jody Emerson)
7. She Once Made a Romeo Cry ("Wild" Bill Emerson, Jody Emerson)
8. Bring on the Clowns (Billy Sherrill, George Jones, Tammy Wynette)
9. Hit and Run (Earl Montgomery)
10. I Just Don't Give a Damn (Jimmy Peppers, George Jones)